# Рибарят и неговата душа
Поп-операта „Рибарят и неговата душа“ е първото по рода си музикално-сценично произведение по едноименната приказка на Оскар Уайлд. Премиерата ѝ се състои на 19 май 2015 г. в зала 1 на НДК с диригент постановчик – Кирил Ламбов.
Поп-операта „Рибарят и неговата душа“ e грандиозен спектакъл, в който участие вземат над 100 артисти от различни сфери на изкуството. Приложени са новаторски подход и използването на различни композиционни техники, а общото звучене композиторът постига, чрез противопоставяне на оперни и поп – изпълнители, обединени от симфоничен оркестър, поп-рок бенд и хор.

## Либрето
Ана Топалова е автор на драматизацията, текстовете на песните и режисьор на поп-операта „Рибарят и неговата душа“. Завършва НАТФИЗ със специалност актьорство за драматичен театър през 2007. Участва в различни театрални и филмови продукции. През 2010 печели кастинг за главната роля в рок-операта „Исус Христос-Суперзвезда“ в ДМБЦ – Стефан Македонски. Следват и други главни роли в хитови заглавия на театъра.
От 2012 г. започва работа с Минко Ламбов в проекта „Shaka Zulu Orchestra“. Същата година Минко Ламбов написва музиката към театралната постановка „Буря“ по А. Н. Островски с режисьори Ана Топалова и Димо Алексиев.
По-късно тя става основа за създаването на балета „Буря“, чието либрето Ана написва специално по поръчка на композитора. Впоследствие творческият тандем създава поредица от музикално сценични произведения като поп-перата „Рибарят и неговата душа“, мюзикъл за деца „Дивите лебеди“ и опера със сюжет от средновековната българска история, чието заглавие за сега авторите пазят в тайна.......

## Музика
Автор на омагьосващата музика на спектакъла е Минко Ламбов – български композитор, продуцент, аранжор, оркестратор и пианист. Той е познат и характерен с това, че умело преплита различните музикални жанрове и стилове като: симфонична музика, джаз, поп, рок, както и музиката на различни етноси. „Рибарят и неговата душа“ е естествено продължение на творческите търсения на Ламбов. Музикалният език на композитора е ярък и завладяващ. Той ще ви остави без дъх и ще ви направи съпричастни още от първите тактове на увертюрата до самия край на произведението. Поп-операта включва 50 музикални номера между които: 11 арии, 9 дуета, 1 терцет, както и множество балетни сцени, етно, симфонична, и поп-рок музика, илюстрираща и подкрепяща различните силно емоционалните и драматични моменти в либретото.

## Драматургия и режисура
Безспорно високата художествена стойност на приказката на Оскар Уайлд, по която е създадена поп–операта, е запазена в либретото и текстовете на песните, написани от режисьора на спектакъла Ана Топалова. Неусетно, смело и неочаквано нежният изказ на великия английски писател е продължен с отговорност и вдъхновение.
| „            | Провокирана бях от музиката в „езика“ на Оскар Уайлд. Речта на неговите герои се излива като песен и така идеята този текст да се превърне в музика дойде съвсем естествено. Благодарение на дарбата на композитора Минко Ламбов да следва и аугментира с музиката си въздействието на една прекрасна драматургия, се случи така, че успяхме да увлечем толкова много творци в осъществяването на този мега – проект. Освен това, за мен беше изключително важно да видим на българска сцена сюжет с такива силни послания, заложени от гениален автор като Оскар Уайлд, призоваващи към толерантност и разбиране на различния от нас. Послания, които ни връщат към същността на човешкия живот и неговия смисъл. Послания, които ни напомнят, че всички сме еднакви – тогава, когато преследваме съкровените си желания, когато се борим за любовта си, когато умираме. Това са въпроси, които несъмнено вълнуват всеки човек, независимо от неговата възраст, произход и религия. | “ |
| Ана Топалова | |   |

## Хореография
Първоначално хореограф на спектакъла е Боряна Сечанова. Тя създава хореографията за премиерата на поп-операта на 19.05.2015 г. в зала 1 на НДК, а балетната трупа е именно оглавяваната от нея супер формация „АРАБЕСК“. Впоследствие работа с режисьора започва топ хореографът на ДМБЦ – София – Татяна Янева, която вниква дълбоко в драматургията на спектакъла и именно нейната хореография се изпълнява от второто представяне на поп-операта до днес.

## Визуализиция
Визията на поп-операта „Рибарят и неговата душа“ е съвременна и провокативна под ръководството на Полина Герасимова. Минималистичният дизайн на сценографията е подкрепен от триизмерна прожекция – симулация на декори и атмосфера. 3D mapping, холограмни изображения, прожекции на иновативни повърхности и материи – техники включвани дотогава единствено в скъпоструващи рекламни кампании ще бъдат използвани за пръв път в България за художествените цели на спектакъл.

### Костюми
За нуждите на спектакъла са проектирани над 120 костюма, чиито художници са Павлина Кирякова и Елица Рангелова. Осъществяването на костюмите е извършено от Кремена Халваджиян.

## Артисти, роли, оркестри, хорове, музиканти

### Артисти
| Изпълнител             | Роля                          |
| ---------------------- | ----------------------------- |
| Ненчо Балабанов        | „Рибарят“                     |
| Николай Дограмаджиев   | „Рибарят“                     |
| Весела Бонева          | „Русалката“                   |
| Марияна Добрева-Велева | „Душата“                      |
| Амалия                 | „Душата“                      |
| Ана Топалова           | „Душата“                      |
| Мариана Попова         | „Магьосницата“                |
| Йоанна Драгнева        | „Магьосницата“                |
| Станислава Христова    | „Магьосницата“                |
| Стефан Владимиров      | „Отецът“                      |
| Димо Алексиев          | „Разказвачът“                 |
| Румен Григоров         | „Разказвачът“                 |
| Джони Илиев            | „Дяволът“                     |
| Константин Лунгов      | послушници, търговци и вещици |
| Георги Ханджиев        | послушници, търговци и вещици |
| Тодор Велков           | послушници, търговци и вещици |
| Александър             | послушници, търговци и вещици |
| Красен Ханджиев        | послушници, търговци и вещици |
| Александър Василев     | послушници, търговци и вещици |

### Оркестри
Симфониета „София“, Софийска Филхармония, оркестър и хор на ДМБЦ – София, хор „Аве музика“, Българска хорова капела „Светослав Обретенов“.

#### Shaka Zulu Orchestra
- Ангел Демирев – китара
- Георги Георгиев – барабани
- Ивайло Звездомиров – бас
- Венцислав Велев – китара
- Минко Ламбов – пиано
- Цветан Георгиев – барабани